# Władysław Florkiewicz
Władysław Maryan Florkiewicz (ur. 14 września 1834 w Wiktorowicach, powiat miechowski, zm. 13 sierpnia 1902 w Zakopanem) – lekarz polski. Pochodził z rodziny ziemiańskiej, syn Franciszka i Barbary Korwin Kuleszyńskiej.
Ukończył Gimnazjum Św. Anny w Krakowie, w 1861 obronił dyplom doktora medycyny na Uniwersytecie Jagiellońskim. Pod koniec studiów był asystentem w Katedrze Zoologii i Mineralogii Uniwersytetu Jagiellońskiego. Lata 1862–1879 spędził w Koniecpolu, gdzie zorganizował szpital i udzielał darmowych porad lekarskich. W 1863 leczył rannych powstańców w Koniecpolu, Chrząstowie i Seceniowie. W 1879 przeniósł się do Warszawy, gdzie prowadząc prywatną praktykę zdobył opinię pracowitego i sumiennego lekarza. Był członkiem Warszawskiego Towarzystwa Lekarskiego.
Opublikował 9 prac naukowych, współpracował z "Gazetą Lekarską". Jako pierwszy lekarz polski opisał szczegółowo przebieg promienicy u człowieka ("Gazeta Lekarska", 1885).